# Paradiaspis lizeriana
Paradiaspis lizeriana är en insektsart som beskrevs av Fernando Lahille 1919. Paradiaspis lizeriana ingår i släktet Paradiaspis och familjen pansarsköldlöss. Inga underarter finns listade i Catalogue of Life.